# Element Eighty
Element Eighty — американская хард-рок-группа, сформировавшаяся в Техасе в 2000 году. Была распущена в 2006 году, но воссоединилась через несколько месяцев, в 2007. За свою карьеру группа переживала два распада и выпустила пять полноформатных альбомов.

## История
Группа собралась в далеком 2000 году, спустя год, 21 июня 2001 года, была готова их первая работа — альбом Mercuric, названный в честь 80 элемента в таблице Менделеева. Пластинка была записана на средства команды и не поступила в продажу, так как группа не контактировала с каким-либо лейблом.
После удачных концертов в Далласе группе предложили контракты сразу несколько звукозаписывающих студий. В апреле 2003 года Element Eighty заключили контракт с Universal. Одноимённый альбом Element Eighty был выпущен 28 октября 2003 года. В это же время одна из композиций группы, «Broken Promises», попала в саундтрек к видеоигре Need for Speed: Underground, благодаря чему многие услышали эту группу впервые. Также композиция попала на 36 строчку U.S. Mainstream Rock Charts.
В поддержку выпущенного альбома Element Eighty отправились в турне, в котором играли с Sevendust, Mudvayne, 3 Doors Down, Slipknot, Shinedown, Korn, Hellyeah, Ill Niño, Flaw, 40 Below Summer и Mushroomhead.
В 2004 году группа расторгла контракт с Universal в связи с тем, что лейбл не интересовался продвижением группы. Спустя некоторое время, в группе меняется бас-гитарист — на смену Руну приходит Зак Бейтс, до этого игравший в группе Bullet Ant. Помимо участия в Element Eighty, Зак играет в Serosia.
После небольших перемен в составе, группа приступает к записи третьего альбома, который увидел свет 5 ноября 2005 года. The Bear вышла на сформированном группой лейбле «Texas Cries Records». Пластинка стала доступна для скачивания на официальном веб-сайте группы и на iTunes.
Отыграв свой последний концерт на новогоднюю ночь в «Ridglea», группа распалась. Но уже в мае 2007 года заявила о своем возвращении и начала работать над четвёртым студийным альбомом. В 2010 году на Myspace-странице группы было опубликовано сообщение: «Запись чрезвычайно замедлилась из-за личных проблем». В связи с этим Element Eighty снова распались.
В настоящее время ударник Райан Кэрролл играет в группе AdaKaiN.
В августе 2021 года группа создала аккаунт в Instagram, где вскоре было объявлено о её воссоединении. 3 декабря вышел сингл «Ego», являющийся перезаписанной версией одноимённой песни c дебютного альбома «Mercuric».
31 декабря 2021 года Element Eighty выступила с концертом в Далласе в Ridglea Theater, после 12-летнего молчания. В 2022 году группа продолжила выступать и выпускать новые песни.
30 апреля 2022 года группа выступила в Тайлере, штат Техас в Country River Club. 25 июня 2022 года группа выступила в Далласе в клубе Trees, в котором часто выступали в начале 2000-х годов.
С 2021 года группа записала по меньшей мере четыре новые песни

## Состав

### Текущие участники
- Дэвид Галлоуэй (David Galloway) — вокал
- Мэтт Вудс (Matt Woods) — электрогитара, бэк-вокал
- Зак Бейтс (Zack Bates) — бас-гитара (с 2004)
- Райан Кэрролл (Ryan Carroll) — ударные

### Бывшие участники
- Рун (Roon) — бас-гитара (2000—2004)

## Дискография
| Релиз             | Название            | Лейбл              |
| Jun 21, 2001      | Mercuric            |                    |
| Oct 28, 2003      | Element Eighty      | Universal/Republic |
| Nov 5, 2005       | The Bear            | Texas Cries        |
| Feb 10, 2023      | Mercuric            | Element Eighty     |
| June 23rd, 2023   | A.D.                | Element Eighty     |
| December 3, 2021  | «Ego» (сингл)       | Element Eighty     |
| September 9, 2022 | «Mountain» (сингл)  | Element Eighty     |
| October 14, 2022  | «Defender» (сингл)  | Element Eighty     |
| November 18, 2022 | «Dying Day» (сингл) | Element Eighty     |
| January 6th, 2023 | «Outsider» (сингл)  | Element Eighty     |

## Факты
- 24 сентября 2021 года российская группа Raisonlife, с разрешения всех авторов, выпустила кавер на известную песню Element Eighty — «Broken Promises».